# The Wanted
The Wanted var ett brittiskt-irländskt pop-pojkband. Gruppen bestod av Max George, Siva Kaneswaran, Jay McGuiness, Tom Parker (död 2022) och Nathan Sykes.

## Karriär
The Wanted bildades 2009 genom en audition arrangerad av Jayne Collins, samma kvinna som bildade The Saturdays. Medlemmarna i bandet bodde förr i samma hus i södra London, men bor numera i egna lägenheter inom gångavstånd från varandra. Deras debutsingel, "All Time Low" producerades av Steve Mac och släpptes under sommaren 2010. Under samma vecka tog sig låten in på plats ett på UK Singles Chart. Låten har sedan dess varit på topp 40-listan under 11 veckor. Bandets andra singel, "Heart Vacancy" släpptes den 17 oktober 2010. Bandet framförde sin tredje singel, "Lose My Mind", vid The X Factor den 28 november 2010. Under 2011 släpptes bandet sitt andra album Battleground och flera låtar på albumet blev topp 10 singlar.
I oktober 2011 öppnade de för Justin Bieber i Brasilien.
Den 10 januari 2012 uppträdde gruppen på Ellen DeGeneres Show och sjöng sin nya singel "Glad You Came". TV-framträdandet ledde till en intervju på Chelsea Lately show och en femte plats på USA:s Billboard Chart.

## Diskografi

### Album
| År   | Album                                                                                              | Högsta listposition | Högsta listposition |
| År   | Album                                                                                              | UK                  | IRL                 |
| ---- | -------------------------------------------------------------------------------------------------- | ------------------- | ------------------- |
| 2010 | The Wanted - Release: 25 oktober 2010 - Märke: Geffen Records - Format: CD, digital nedladdning    | 4                   | 11                  |
| 2011 | Battleground - Release: 1 november 2011 - Märke: Island Records - Format: CD, digital nedladdning  | 5                   | 4                   |
| 2013 | Word of Mouth - Release: 4 november 2014 - Märke: Island Records - Format: CD, digital nedladdning | 9                   | 10                  |

### Singlar
| År   | Låt             | Högsta listposition | Högsta listposition | Högsta listposition | Album      |
| År   | Låt             | UK                  | IRL                 | GER                 | Album      |
| ---- | --------------- | ------------------- | ------------------- | ------------------- | ---------- |
| 2010 | "All Time Low"  | 1                   | 13                  | 44                  | The Wanted |
| 2010 | "Heart Vacancy" | 2                   | 18                  | —                   | The Wanted |
| 2010 | "Lose My Mind"  | 29                  | 30                  | –                   | The Wanted |

## Medlemmar

### Max George
Maximillian "Max" Alberto George, född 6 september 1988, uppväxt i Manchester.

### Jay McGuiness
James "Jay" Noah Carlos McGuiness, född 24 juli 1990, är uppväxt i Newark. Han har en tvillingbror (tvåäggstvilling) som heter Tom och tre andra syskon. Han gick på Holy Trinity Roman Catholic school i Newark tills han var 13 då han började på Charlotte Hamilton School of Dance.

### Siva Kaneswaran
Siva Michael Kaneswaran född 16 november 1988 i Blanchardstown, Dublin.

### Tom Parker
Thomas "Tom" Anthony Parker, född 4 augusti 1988, uppväxt i Bolton.

### Nathan Sykes
Nathan James Sykes född 18 april 1993, uppväxt i Abbeydale, en förort till Gloucester.